# Encre conductrice
Les encres conductrices sont des encres particulières conçues pour conduire l'électricité. 
Elles sont à base d'ions métalliques ou de polymères organiques (moins bons conducteurs) tels que polythiophène ou PT ; polyaniline ou PANI ;  polypyrrole ou PP. Elles permettent d'imprimer des circuits électroniques sur divers types de matériaux et de rendre des objets communicants ou capables de mémoriser des informations. Elles sont utilisées pour produire les circuits de l'électronique imprimée.

## Typologies
Il existe une variété croissante d'encres conductrices. Elles peuvent être :
- colorées ou transparentes, éventuellement fluorescentes ou phosphorescentes
- thermodurcicables (⇒ « recuit ») ou rurcissant sous UV
- dures ou au contraire souples, voire élastiques
- réchauffantes et/ou refroidissantes à la demande (dans une plage de 15 à 24 °C). D’autres permettront d’imprimer des éléments photoactifs, (dont photovoltaïques[2]).
- ultra-noire (à base de nanotubes de carbone, absorbant la totalité du spectre lumineux).

## Compositions
Ce sont généralement des polymères, contenant des microparticules ou matériaux nanostructurés, tels que nanocristaux, nanocellulose, nanotubes, nanofibrilles et nanofils (d’argent par ex.)  ou d’ions métalliques. 

## Histoire
Apparues dans les laboratoires dans les années 1980 pour les puces et tags et antennes RFID, UHF ou micro-ondes , et adaptées aux supports souples, puis à l'impression par jet d'encre et à l'impression 3D sur divers supports.

## Importance du support
Les caractéristiques de rugosité, stabilité, propreté ou d'énergie de surface des supports sont essentiels pour l’adhérence et la conductivité des pistes imprimées. 
Un enduit de couchage ou une pré-couche d’encre peut être nécessaire pour préparer le substrat, de même qu’une couche protectrice ensuite (dure ou souple, transparente ou non). 

## Usages actuels et prospectifs
Ces encres sont couramment utilisée pour les systèmes RFID, la traçabilité de certains produits et devraient se développer dans les domaines médicaux, vétérinaires, agroalimentaires, du contrôle d'accès et de la sécurité, l’impression d’anodes et de cathodes (par ex pour des piles enzymatiques « imprimables » ou encore pour l’impression de dispositifs piézoélectriques souples ou élastiques imprimés récupérant de l'énergie à partir du mouvement à base de matériaux organiques P(VDF-TrFE). 

Vers 2015, elles commencent à être disponibles sur le marché industriel à échelles industrielles. 
À la fin des années 2000, des encres polymères élastiques peuvent déjà sommairement être utilisées en « robotique molle ».
Dans le futur la nanoinformatique espère pouvoir imprimer des microcircuits électroniques fonctionnels, par exemple pour des nanorobots ou microrobots. 
Certains (à l'université Harvard et au MIT) ont mis au point des encre « biosensibles » pour des patchs provisoires ou pour de vrais tatouages dits intelligents(biocapteurs imprimés). Une fois sur ou dans la peau, l'encre donne des indications sur la température ou l'état de santé, par exemple en virant du bleu au marron selon le taux de sucre dans le liquide interstitiel (cf. diabète), ou du violet au rose selon le pH de la peau et en changeant d'intensité en fonction du taux de sel. Théoriquement, de tels tatouages pourraient rester invisibles et n'apparaitre que quand le porteur est malade, ou encore sous une lumière particulière. Un tatouage pourrait apparaître ou changer de couleur en cas de taux élevé d'UV ou de pollution de l'air, etc. Le domaine de la santé est souvent cité en exemple mais d'autres usages sont possibles. 

## Enjeux de soutenabilité environnementale
Outre les risques sanitaires liés à la production/utilisation de nanoparticules, elles pourraient encourager une explosion de la mise sur le marché d’une quantité de dispositifs d'affichages lumineux, ainsi que de surfaces, objets, bâtiments et véhicules dits « communicants » et/ou « intelligents » grâce à la facilité d’imprimer des capteurs de présence, de pression et de température sur une grande variété de supports.
Les industriels arguent que l’électronique sera ainsi allégée voire diffuse (la carte mère disparait au profit d’impressions sur des pièces structurelles ou d'habillage, remplaçant notamment les écrans, micros, clés, manettes et boutons) ce qui est présenté comme une source d’économie. Mais un « effet rebond » est a priori prévisible en matière de consommation de ressources et d’électricité. Le marché des encres conductrices pour l'automobile devrait passer de 100 millions d'euros en 2019 à 2 milliards en 2024. De 30 à 40 aujourd’hui, le nombre de capteurs d’une voiture pourrait passer à une centaine sans alourdir le véhicule.